# Marlene Dietrich
Marie Magdalene (Marlene) Dietrich (Schöneberg, 27 december 1901 – Parijs, 6 mei 1992) was een Duits-Amerikaans actrice en zangeres.

## Jeugd
Op 27 december 1901 werd Marie Magdalena Dietrich geboren in de toen nog zelfstandige gemeente Schöneberg (nu deel van Berlijn), als kind van de Pruisische officier Louis Erich Otto Dietrich en Elisabeth Josephine Felsing, erfgename van een rijke horlogemakersfamilie. Tot 1908 beleefde zij haar jeugdjaren op de Potsdamerstraat 116, waar een klein monumentje, aan de muur, daaraan herinnert. Ze heeft lang geprobeerd het idee op te houden dat ze in 1904 geboren was. Haar voornaam "Marlene" creëerde ze als kind uit haar beide voornamen. Zij zou hem later gebruiken als een artiestennaam waarmee de hele wereld haar zou aanspreken. Uit de afleiding blijkt overigens dat de vaak gebruikte uitspraak van deze naam, Marlène, niet juist is. Na een autoritaire opvoeding trouwde ze op 27 mei 1923 met Rudolf 'Rudi' Sieber, met wie ze één dochter, Maria Elisabeth Riva, geboren Sieber, kreeg.

## Carrière

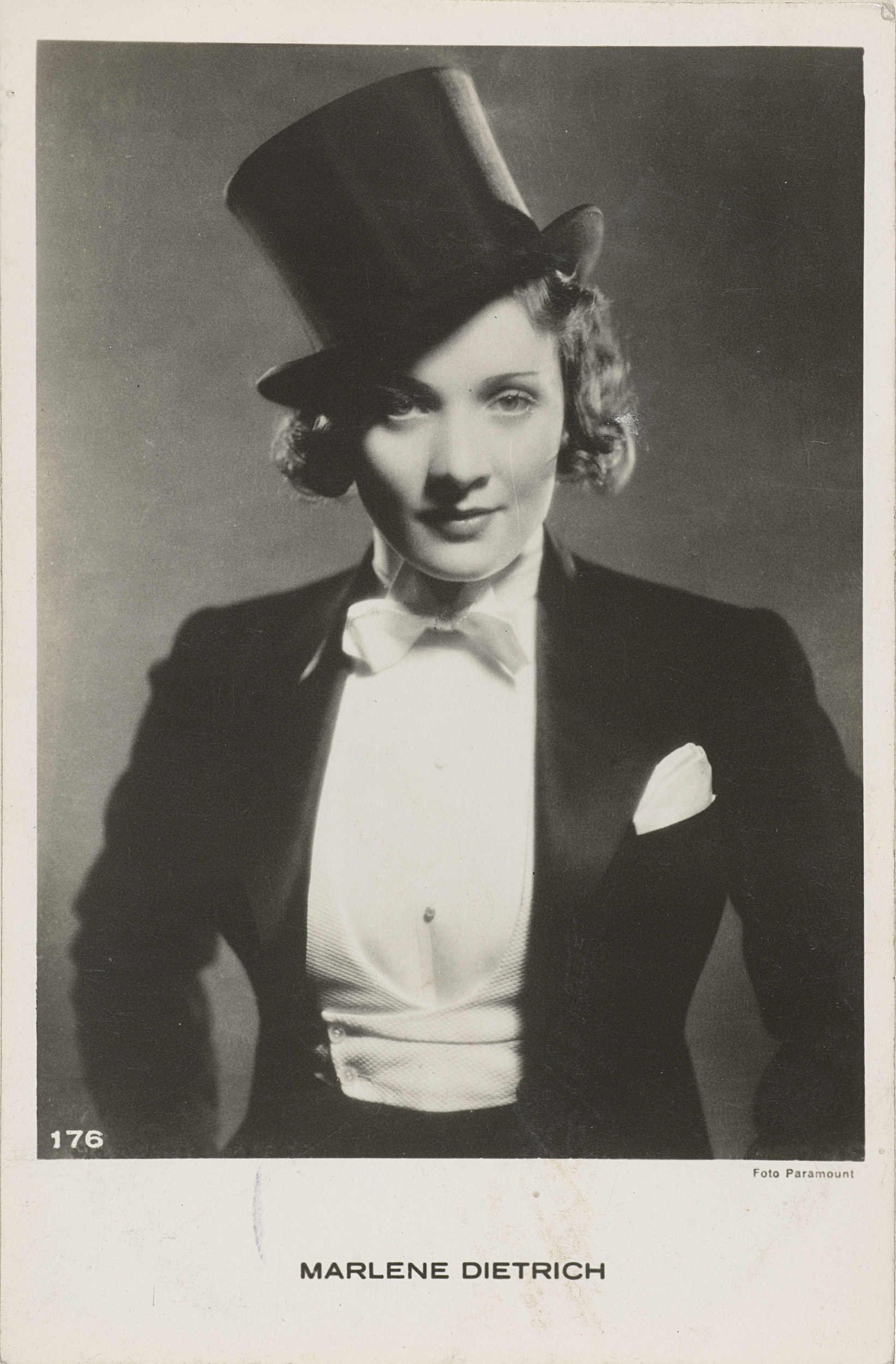
Marlene Dietrich (1932)

Grote bekendheid kreeg Dietrich met haar rol als revuezangeres Lola in de film Der blaue Engel, vooral met het lied Ich bin von Kopf bis Fuß auf Liebe eingestellt. Deze film van Josef von Sternberg uit 1930 wordt nu gezien als een van de meest tijdloze films ooit gemaakt. Tijdens de Tweede Wereldoorlog werd ze nog bekender met haar vertolking van het lied Lili Marleen.
In 1930 verhuisde Dietrich naar de Verenigde Staten, waar ze met von Sternberg nog diverse andere succesvolle films opnam, onder andere Shanghai Express, Blonde Venus en The Devil Is a Woman. Door haar daadkrachtige persoonlijkheid slaagde ze er als eerste acteur in om een winstpercentage van de opbrengst van haar films contractueel vast te leggen.
Tijdens de Tweede Wereldoorlog genoot ze populariteit onder de soldaten van zowel de geallieerde als Duitse troepen. Ze werd door Hitler gevraagd terug te keren naar Duitsland. Hij zag in haar het toonbeeld van de Duitse vrouw. Maar ze weigerde. Ze verafschuwde alles waar Hitler voor stond. Ze kreeg de Amerikaanse nationaliteit. In haar nieuwe paspoort stond 1904 als geboortedatum.
Tijdens de oorlog ging ze, samen met onder meer de komiek Danny Thomas, naar Europa om voor de geallieerde soldaten aan het front op te treden en hun moreel te versterken. Haar programmaonderdeel bestond uit een half uur optreden, waarin ze behalve een aantal liederen ten gehore bracht, ook een act met de zingende zaag uitvoerde en een aantal trucs met 'gedachten lezen', die ze geleerd had van Orson Welles. In Nederland trad ze in januari 1945 onder andere op voor het 9e Amerikaanse Leger in de "rest centers" Maastricht en Heerlen. Haar moeder was de hele oorlog in Berlijn blijven wonen en overleed kort na de oorlog. Ze ontmoette na de oorlog haar zuster, die pro-Hitler was, en verbrak elke relatie met haar.
In 1960, vijftien jaar na de oorlog, zette ze voor het eerst weer voet op vaderlandse bodem, met name in de Bondsrepubliek Duitsland en West-Berlijn. Ze sprak zelf, en terecht, over een enthousiast publiek, maar er waren ook incidenten waarbij ze bespuwd en als verraadster uitgescholden werd. Tijdens één concert gooide iemand een ei tegen haar hoofd. Haar reactie luidde: „Ik laat mij niet door een blonde nazi van het podium jagen.“
In oktober 1962 trad Dietrich tijdens een galadiner van de Unesco in Düsseldorf op met het anti-oorlogslied Sag mir wo die Blumen sind, een vertolking van Where have all the flowers gone van Pete Seeger. De versie van Dietrich werd het daaropvolgende jaar een grote hit in Nederland. In 1963 volgde nog een verder optreden in West-Duitsland, en wel in Baden-Baden. Ook maakte zij dat jaar haar opwachting op het Grand Gala du Disque waarbij zij uit handen van Godfried Bomans een Edison kreeg.
Toen haar filmcarrière stokte, begon Dietrich een nieuwe loopbaan als zangeres en entertainster. Concerttournees en optredens in Las Vegas met een orkest onder leiding van Burt Bacharach brachten haar nieuwe faam.
Met Dietrich zelf ging het minder goed; zij raakte verslaafd aan alcohol en slaappillen en had steeds meer moeite haar ouderdom te verbergen. Op tournee in Australië in 1975 brak zij een been. Zij zou nooit meer in de openbaarheid verschijnen. In 1992 overleed ze, na 15 jaar als een kluizenaar geleefd te hebben, in haar appartement in Parijs. Ze wilde begraven worden bij haar familie in Berlijn en is ter aarde besteld op Friedhof III in de wijk Friedenau. Op haar steen staat haar artiestennaam en de tekst "Hier steh ich an den Marken meiner Tage".

#### Symbool van verleidelijkheid
Dietrich was een symbool van glamour en verleidelijkheid. Niet alleen haar uiterlijke verschijning, ook haar seksuele escapades zorgden voor bewondering en minachting. Ze kwam er openlijk voor uit biseksueel te zijn. "Ein bisschen bi schadet nie" is een uitspraak van haar. Onder haar vrienden bevonden zich het Amerikaanse sekssymbool Mae West, schrijver Ernest Hemingway, Noël Coward, acteur Louis Bozon en Hildegard Knef. Ze had een relatie met onder anderen John F. Kennedy, Josef von Sternberg, Erich Maria Remarque, Mercedes de Acosta, Douglas Fairbanks, Jean Gabin, Theodore von Kármán en Claudette Colbert. Ze was ook voorvechtster van het recht voor vrouwen zich te kleden zoals zij wilden, eventueel zelfs in een herenkostuum, wat zij zelf metterdaad deed en wat haar ooit in Parijs een bekeuring opleverde omdat ze zogenaamd "onzedelijk" gekleed was gegaan.

#### Onthullingen
Dietrichs dochter Maria Riva publiceerde na haar moeders dood een onthullend boek over haar moeder waarin de schandalen, het drank- en drugsmisbruik en het egocentrisme van haar moeder worden onthuld. Het boek wijst ook op Dietrichs discipline, vakmanschap en haar inzet voor de geallieerde zaak in de Tweede Wereldoorlog.
Een deel van Dietrichs bezittingen, waaronder haar garderobe en haar "Haute couture", is in het filmmuseum in Berlijn ondergebracht.

## Onderscheidingen
In 1947 ontving Marlene Dietrich voor haar uitzonderlijke verdiensten tijdens de oorlog de Medal of Freedom, de hoogste Amerikaanse civiele eretitel. In 1951 kreeg ze in Frankrijk de eretitel van Ridder in het Legioen van Eer.

## Biografieën
- Marlene Dietrich, Ich bin, Gottsei Dank, Berlinerin. Memoiren. München, 1988 (Ned.vert. Ik ben, godzijdank, Berlijnse. Memoires van een diva. Centerboek, 1988. (Rainbow Pocket editie, 2002)
- Maria Riva: Meine Mutter Marlene. Goldmann, München 1994. RM-Buchvertrieb, Rheda-Wiedenbrück 2000, 894 pagina's, ISBN 3-442-72653-0.
- Maria Riva: Dietrich, mijn moeder. Luitingh-Sijthoff, 1993. ISBN 9789024514342

## Literaire bewerkingen
- De Nederlandse auteur Marianne Vogel publiceerde in 2014 de roman In de schaduw van Marlene Dietrich. Berlijnse thriller. (Soesterberg: Uitgeverij Aspekt. 373 p.) Hierin staan Marlene Dietrich en velen van haar tijdgenoten uit de jaren twintig in het middelpunt.

## Bekende liedjes

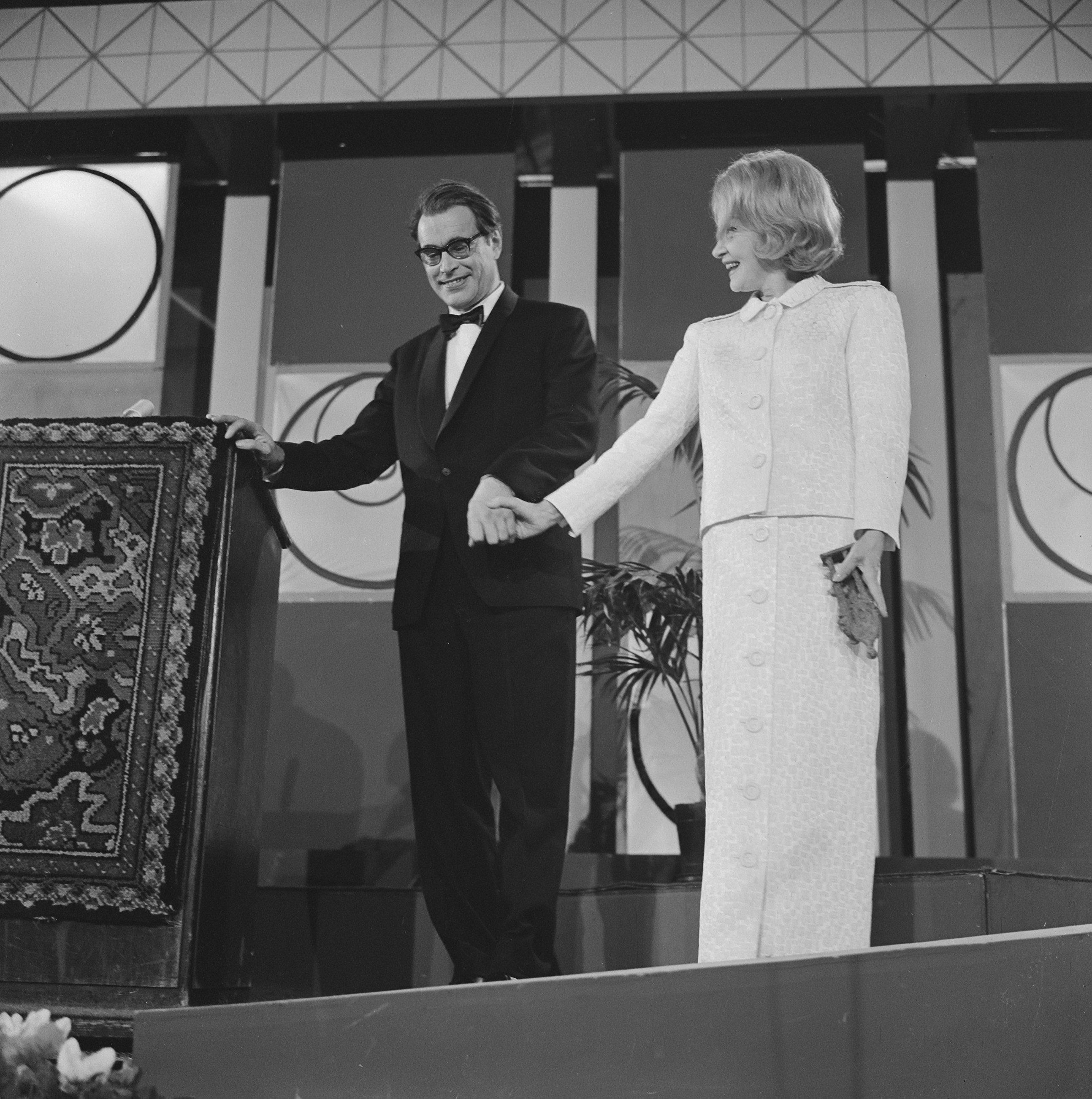
Dietrich in Nederland, met Godfried Bomans (1963)

- Ich bin von Kopf bis Fuß auf Liebe eingestellt
- Lola Lola
- Lili Marlene
- In den Kasernen
- Wenn die Soldaten durch die Stadt marschieren
- Boys in the Backroom
- Johnny, wenn du Geburtstag hast
- Peter
- Mein Blondes Baby
- Ich hab' noch einen Koffer in Berlin
- Sag mir wo die Blumen sind (vertaling van: Where have all the flowers gone)
- Paff, der Zauberdrachen (vertaling van: Puff, the Magic Dragon)

## Films

### Stomme films
- 1922: So sind die Männer
- 1922: Tragödie der Liebe
- 1923: Der kleine Napoleon
- 1923: Der Mensch am Wege
- 1924: Der Sprung ins Leben
- 1925: Der Tanzer meiner Frau
- 1926: Manon Lescaut
- 1926: Eine Dubarry von heute
- 1926: Kopf hoch, Charly!
- 1926: Madame wünscht keine Kinder
- 1926: Der Juxbaron
- 1927: Sein grosster Bluff
- 1927: Café Elektric
- 1928: Prinzessin Olala
- 1928-1929: Gefahren der Brautzeit
- 1929: Ich küsse Ihre Hand, Madame
- 1929: Die Frau, nach der man sich sehnt
- 1929: Das Schiff der verlorenen Menschen
- 1963: Paris - When It Sizzles (cameo)

### Geluidsfilms
- 1929-1930: Der blaue Engel
- 1930: Morocco
- 1930: Dishonored
- 1932: Shanghai Express
- 1932: Blonde Venus
- 1933: Song of Songs
- 1934: The Scarlet Empress
- 1935: The Devil Is a Woman
- 1936: I Loved a Soldier (onvoltooid)
- 1936: Desire
- 1936: The Garden of Allah
- 1936: Knight Without Armour
- 1937: Angel
- 1939: Destry Rides Again
- 1940: Seven Sinners
- 1941: The Flame of New Orleans
- 1941: Manpower
- 1941: The Lady Is Willing
- 1942: The Spoilers
- 1942: Pittsburgh
- 1943-1944: Kismet
- 1944: Follow the Boys
- 1946: Martin Roumagnac
- 1946: Golden Earrings
- 1949: A Foreign Affair
- 1949: Jigshaw (cameo)
- 1950: Stage Fright
- 1951: No Highway in the Sky
- 1951: Rancho Notorious
- 1956: Around the World in 80 Days (cameo)
- 1957: The Monte Carlo Story
- 1957: Witness for the Prosecution
- 1958: Touch of Evil
- 1961: Judgment at Nuremberg
- 1978: Schoner Gigolo, Armer Gigolo / Just A Gigolo

### Documentaire films met Marlene Dietrich
- 1935: The Fashion Side of Hollywood (documentaire)
- 1962: The black fox: the true story of Adolf Hitler (documentaire)
- 1972: I wish you love / An Evening with Marlene Dietrich (concert)
- 1984: Marlene (documentaire)

## Theater
- 1922: Der Widerspenstigen Zähmung (Großes Schauspielhaus Berlin)
- 1922: Die Büchse der Pandora (opvoering van het toneelstuk van Frank Wedekind door Carle Heine in het Deutsches Theater Berlin)
- 1923: Thimoteus in flagranti (Deutsches Theater Berlin)
- 1923: Der Kreis (toneelstuk van William Somerset Maugham, Deutsches Theater Berlin)
- 1923: Penthesilea (toneelstuk van Heinrich Kleist, Deutsches Theater Berlin)
- 1926: Duell am Lido (komedie in 3 bedrijven door Hans José Rehfisch, Großes Schauspielhaus Berlin)
- 1926: Von Mund zu Mund (revue in 18 beelden door Erik Charell, Großes Schauspielhaus Berlin)
- 1927: Wenn man zu Dritt … (operette van Josef Szulc en Pierre Veber, Wiener Kammerspiele)
- 1927: Broadway (misdaadspel van George Dunning en Philipp Abbott, Wiener Kammerspiele)
- 1928: Eltern und Kinder (1910; oorspronkelijk Mesalliance of Falsch verbunden, komedie van George Bernard Shaw, Großes Schauspielhaus Berlin)
- 1929: Zwei Krawatten (revue van Georg Kaiser, muziek Mischa Spoliansky, Berliner Theater)

## Muziek

### Singles: 1928 - 1954
Eerste opnames op 78 toerenplaten:
| Jaar | Titel (A-zijde)                                | Titel (B-zijde)                              | Label     | Catalogusnr. | Opmerkingen                               |
| ---- | ---------------------------------------------- | -------------------------------------------- | --------- | ------------ | ----------------------------------------- |
| 1928 | Wenn die beste Freundin                        | -                                            | Electrola | EG 892       | Duet met Margo Lion                       |
| 1928 | Potpourri van Es Liegt in der Luft, Part 1     | Potpourri van Es Liegt in der Luft, Part 2   | Electrola | EH 146       |                                           |
| 1930 | Falling in Love Again                          | Blonde Women                                 | HMV       | B 3524       |                                           |
| 1930 | Ich bin von Kopf bis Fuß auf Liebe eingestellt | Nimm dich in Acht vor blonden Frau'n         | Electrola | EG 1170      |                                           |
| 1930 | Ich bin die fesche Lola                        | Kinder, heut' Abend, da such ich mir was aus | Electrola | EG 1802      |                                           |
| 1930 | Wenn ich mir was wünschen dürfte               |                                              | Electrola | EG 2285      |                                           |
| 1931 | Peter                                          | Jonny                                        | Polydor   | 522751       |                                           |
| 1931 |                                                | Jonny (Alternate Version)                    | Ultraphon | AP 249       |                                           |
| 1931 | Quand l'amour meurt                            | Give me the Man                              | Electrola | EG 2775      |                                           |
| 1933 | Assez                                          | Moi, je m'ennuie                             | Polydor   | 530000       | Orkest: Peter Kreuder                     |
| 1933 | Assez (alternate take)                         |                                              | Decca     | M 452        | Orkest: Peter Kreuder                     |
| 1933 | Ja, so bin ich                                 |                                              | Polydor   | 524182       | Orkest: Peter Kreuder                     |
| 1933 | Allein in einer grossen Stadt                  | Mein blondes Baby                            | Polydor   | 530001       | Orkest: Peter Kreuder                     |
| 1933 | Wo ist der Mann?                               |                                              | Polydor   | 47199        | Orkest: Peter Kreuder, trompet: A. Briggs |
| 1935 | If It Isn't Pain (Then It Isn't Love)          | Three Sweethearts Have I                     | Decca     |              |                                           |
| 1939 | I've been in love before                       | You do something to me                       | Decca     | 23139        | Orkest: Victor Young                      |
| 1939 | You've got that look                           | You go to my head                            | Decca     | 23140        | Orkest: Victor Young                      |
| 1939 | Falling in love again                          | The boys in the backroom                     | Decca     | 23141        | Orkest: Victor Young                      |
| 1944 | Lili Marlene                                   | Symphonie                                    | Decca     | 23456        | Orkest: Charles Magnante                  |
| 1948 | Illusions                                      | Black market                                 | Decca     | A14582       | Van A Foreign Affair                      |
| 1952 | Too old to cut the mustard                     | Good for nothin'                             | Columbia  | 39812        | Duet met Rosemary Clooney                 |
| 1952 | Come Rain or come Shine                        | Love Me                                      | Columbia  | 39797        |                                           |
| 1953 | Time for Love                                  | Look me over closely                         | Columbia  | 39959        |                                           |
| 1953 | Dot's Nice — Donna Fight                       | It's the same                                | Philips   | PH 21057     | Duet met Rosemary Clooney                 |
| 1953 | Besides                                        | Land Sea and Air                             | Philips   | PB 314       | Duet met Rosemary Clooney                 |
| 1954 | Ich hab' noch einen Koffer in Berlin           | Peter                                        | Columbia  | 40497        |                                           |

### NPO Radio 2 Top 2000
| Nummers met noteringen in de NPO Radio 2 Top 2000 | '99  | '00  | '01  | '02  | '03  | '04  | '05  | '06  | '07  | '08  | '09  | '10  | '11  | '12  |
| ------------------------------------------------- | ---- | ---- | ---- | ---- | ---- | ---- | ---- | ---- | ---- | ---- | ---- | ---- | ---- | ---- |
| Lili Marleen                                      | 984  | 1111 | 1480 | 1362 | 861  | 1671 | 1310 | -    | -    | 1964 | -    | -    | -    | -    |
| Sag mir wo die Blumen sind                        | 1048 | -    | -    | 1992 | 1223 | 1351 | 338  | 1116 | 1615 | 1031 | 1428 | 1761 | 1900 | 1902 |

1. ↑  Een '-' betekent dat het nummer niet was genoteerd en een vetgedrukt getal geeft de hoogste notering van een nummer aan.
2. ↑  Deze tabel is bijgewerkt tot en met de meest recente editie (2024).